# Elecciones parlamentarias de Chile de 1997
Las elecciones parlamentarias de 1997, efectuadas el 11 de diciembre, se realizaron para escoger a 120 diputados, dos por cada distrito electoral, para el período legislativo 1998-2002. Mientras que se renovarían en el Senado los escaños pertenecientes a las regiones pares, siendo en total 20 los cupos a disputarse en la Cámara Alta.
En materia de resultados, los protagonistas principales fueron la gran cantidad de votos anulados, que reflejaba el malestar ciudadano con el gobierno de Eduardo Frei Ruiz-Tagle.
Sin embargo, este malestar no pudo ser capitalizado por la oposición de derecha ni de izquierda, ya que el Partido Demócrata Cristiano eligió a 38 diputados (sumando un militante que se presenta como independiente) y logró elegir la totalidad de sus 10 candidatos que se presentaban a senador. Por otro lado, al interior de la Concertación los grandes perdedores fueron los socialistas, que pierden 5 diputados y solo pueden elegir 1 senador de los 5 candidatos que presentan, entre ellos su presidente Camilo Escalona Medina.
En el Senado, a pesar de que el oficialismo pierde un doblaje, la correlación de fuerzas queda 23 senadores de la Concertación contra 25 senadores de la derecha, debido a que de los 9 senadores designados para el período 1997-2005, el gobierno logra nombrar a tres de ellos (el democratacristiano Eduardo Böeninger y los radicales Augusto Parra y Enrique Silva Cimma).

## Pactos electorales y partidos políticos
| Lista A:                                   |                                 |                                                             |
| Partido Humanista                          | Partido Humanista               | No más de lo mismo                                          |
| Lista B:                                   |                                 |                                                             |
| Unión por Chile                            |                                 |                                                             |
|                                            | Renovación Nacional             | Chile necesita un cambio, con Renovación Nacional           |
|                                            | Partido del Sur                 | sin eslogan                                                 |
|                                            | Unión Demócrata Independiente   | Hombres y mujeres de trabajo, para conducir a Chile         |
| Lista C:                                   |                                 |                                                             |
| Concertación de Partidos por la Democracia |                                 |                                                             |
|                                            | Partido Demócrata Cristiano     | La Democracia Cristiana une a Chile                         |
|                                            | Partido por la Democracia       | Adelante la vida                                            |
|                                            | Partido Radical Socialdemócrata |                                                             |
|                                            | Partido Socialista              | Por un sentido común, marque PS                             |
| Lista D:                                   |                                 |                                                             |
| La Izquierda                               |                                 |                                                             |
|                                            | Partido Comunista               | Atrévete bien, la alternativa existe, vota por la Izquierda |
|                                            | Nueva Alianza Popular           |                                                             |
| Lista E:                                   |                                 |                                                             |
| Chile 2000                                 | Chile 2000                      | El éxito futuro se escribe con E                            |
| Independientes:                            |                                 |                                                             |
| Candidaturas independientes                |                                 |                                                             |

## Campaña
La franja electoral fue emitida por las canales de televisión desde el 11 de noviembre al 8 de diciembre, y los tiempos destinados a cada partido o candidatura fueron acordados por el Consejo Nacional de Televisión el 25 de agosto de 1997, quedando distribuidos de la siguiente forma:
| Lista / partido                            | Tiempo (s) |
| ------------------------------------------ | ---------- |
| Partido Humanista                          | 20,16      |
| Unión por Chile                            | 555,84     |
| Renovación Nacional                        | 316,8      |
| Unión Demócrata Independiente              | 235,26     |
| Partido del Sur                            | 3,78       |
| Concertación de Partidos por la Democracia | 1061,64    |
| Partido Demócrata Cristiano                | 526,68     |
| Partido por la Democracia                  | 230,04     |
| Partido Socialista de Chile                | 231,66     |
| Partido Radical Socialdemócrata            | 73,26      |
| La Izquierda                               | 97,56      |
| Partido Comunista de Chile                 | 96,84      |
| Nueva Alianza Popular                      | 0,72       |
| Chile 2000                                 | 63,90      |
| Unión de Centro Centro Progresista         | 63,18      |
| Unión de Centro Liberal                    | 0,72       |
| Candidatos independientes                  | 0,72       |

En el caso de las candidaturas independientes, el tiempo total fue igual entre los 2 postulantes, quedando cada uno con 0,72 segundos de propaganda. Esto provocó que en el caso de la candidata Rosa González Román solo alcanzara a decir «Aric» (sic), con lo cual obtuvo notoriedad por lo breve de su spot y comenzó a ser conocida con el seudónimo de «Rosa de Aric».

## Elección de laCámara de Diputados

### Resultados
Según el orden en la papeleta electoral:
| Pacto o partido                 | Pacto o partido                            | Sigla                       | Cand.?                      | Votos     | %?      | Dip.?   | %?      | ± %?        | ± D.?       |
| ------------------------------- | ------------------------------------------ | --------------------------- | --------------------------- | --------- | ------- | ------- | ------- | ----------- | ----------- |
| A                               | Partido Humanista                          | PH                          | 90                          | 168 597   | 2,91 %  | 0       | 0 %     |             | Sin cambios |
| B                               | Unión por Chile                            |                             | 119                         | 2 101 392 | 36,26 % | 47      | 39,17 % | -0,42 %     | -1          |
|                                 | Renovación Nacional                        | RN                          | 52                          | 971 903   | 16,77 % | 23      | 19,17 % | 0,46 %      | -6          |
| Unión Demócrata Independiente   | UDI                                        | 47                          | 837 736                     | 14,45 %   | 17      | 14,17 % | 2,34 %  | +2          |             |
| Partido del Sur                 | SUR                                        | 1                           | 20 813                      | 0,36 %    | 1       | 0,83 %  | 0,16 %  | +1          |             |
| Independientes Lista B          | ILB                                        | 19                          | 270 940                     | 4,67 %    | 6       | 5 %     | -0,14 % | +2          |             |
| C                               | Concertación de Partidos por la Democracia |                             | 120                         | 2 927 692 | 50,51 % | 69      | 57,5 %  | -4,89 %     | -1          |
|                                 | Partido Demócrata Cristiano                | PDC                         | 55                          | 1 331 745 | 22,98 % | 38      | 31,67 % | -4,14 %     | +1          |
| Partido por la Democracia       | PPD                                        | 29                          | 727 293                     | 12,55 %   | 16      | 13,33 % | 0,71 %  | +1          |             |
| Partido Socialista de Chile     | PS                                         | 26                          | 640 397                     | 11,05 %   | 11      | 9,17 %  | -0,88 % | -4          |             |
| Partido Radical Socialdemócrata | PRSD                                       | 8                           | 181 538                     | 3,13 %    | 4       | 3,33 %  | -0,64 % | +2          |             |
| Independientes Lista C          | ILC                                        | 2                           | 46 719                      | 0,81 %    | 0       | 0 %     | 0,07 %  | -1          |             |
| D                               | La Izquierda                               |                             | 86                          | 434 148   | 7,49 %  | 0       | 0 %     |             |             |
|                                 | Partido Comunista de Chile                 | PCCh                        | 65                          | 398 588   | 6,88 %  | 0       | 0 %     | 1,89 %      | Sin cambios |
| Nueva Alianza Popular           | NAP                                        | 8                           | 8971                        | 0,15 %    | 0       | 0 %     |         |             |             |
| Independientes Lista D          | ILD                                        | 13                          | 26 589                      | 0,46 %    | 0       | 0 %     | -0,84 % | Sin cambios |             |
| E                               | Chile 2000                                 |                             | 25                          | 123 922   | 2,14 %  | 2       | 1,67 %  |             | Sin cambios |
|                                 | Unión de Centro Centro Progresista         | UCCP                        | 13                          | 68 822    | 1,19 %  | 2       | 1,67 %  | -2,02 %     | Sin cambios |
| Independientes Lista E          | ILE                                        | 12                          | 55 100                      | 0,95 %    | 0       | 0 %     |         |             |             |
|                                 | Independientes fuera de pacto              | Ind                         | 2                           | 40 022    | 0,69 %  | 2       | 1,67 %  | 0,58 %      | +2          |
| Total de votos válidos          | Total de votos válidos                     | Total de votos válidos      | Total de votos válidos      | 5 795 773 | 82,25 % |         |         |             |             |
| Votos en blanco                 | Votos en blanco                            | Votos en blanco             | Votos en blanco             | 298 564   | 4,24 %  |         |         |             |             |
| Votos nulos                     | Votos nulos                                | Votos nulos                 | Votos nulos                 | 952 014   | 13,51 % |         |         |             |             |
| Total de sufragios emitidos     | Total de sufragios emitidos                | Total de sufragios emitidos | Total de sufragios emitidos | 7 046 351 | 100 %   |         |         |             |             |

### Listado de diputados 1998-2002
Doblaje de la Concertación.
     Doblaje de la Alianza.
| Dist. | Diputado                         | Partido | Votos   | %       |
| ----- | -------------------------------- | ------- | ------- | ------- |
| 1[d]  | Salvador Urrutia Cárdenas        | PPD     | 14 358  | 21,28 % |
| 1[d]  | Rosa González Román              | Ind     | 17 680  | 26,2 %  |
| 2[d]  | Antonella Sciaraffia Estrada     | DC      | 28 580  | 36,97 % |
| 2[d]  | Jorge Soria Macchiavello         | PPD     | 21 184  | 27,41 % |
| 3[d]  | Fanny Pollarolo Villa            | PS      | 26 254  | 40,58 % |
| 3[d]  | Waldo Mora Longa                 | DC      | 13 812  | 21,35 % |
| 4[d]  | Felipe Valenzuela Herrera        | PS      | 31 556  | 31,4 %  |
| 4[d]  | Manuel Rojas Molina              | UDI     | 21 412  | 21,3 %  |
| 5[d]  | Antonio Leal Labrín              | PPD     | 13 242  | 27,04 % |
| 5[d]  | Carlos Vilches Guzmán            | RN      | 10 502  | 21,44 % |
| 6[d]  | Baldo Prokurica Prokurica        | RN      | 14 753  | 37,89 % |
| 6[d]  | Jaime Mulet Martínez             | DC      | 12 012  | 30,85 % |
| 7[d]  | Joaquín Palma Irarrázaval        | DC      | 18 642  | 25,5 %  |
| 7[d]  | Mario Bertolino Rendic           | RN      | 15 921  | 21,78 % |
| 8[d]  | Patricio Walker Prieto           | DC      | 30 246  | 35 %    |
| 8[d]  | Francisco Encina Moriamez        | PS      | 22 301  | 25,81 % |
| 9[d]  | Adriana Muñoz D'Albora           | PPD     | 14 757  | 26,68 % |
| 9[d]  | Darío Molina Sanhueza            | UDI     | 8662    | 15,66 % |
| 10[d] | Ignacio Walker Prieto            | DC      | 46 015  | 39,81 % |
| 10[d] | Alfonso Vargas Lyng              | RN      | 34 704  | 30,03 % |
| 11[d] | Nelson Ávila Contreras           | PPD     | 56 126  | 58,47 % |
| 11[d] | Patricio Cornejo Vidaurrazaga    | DC      | 8268    | 8,61 %  |
| 12[d] | Juan Bustos Ramírez              | PS      | 23 614  | 27,6 %  |
| 12[d] | Arturo Longton Guerrero          | RN      | 27 489  | 32,13 % |
| 13[d] | Aldo Cornejo González            | DC      | 36 691  | 33,43 % |
| 13[d] | Francisco Bartolucci Johnston    | UDI     | 34 797  | 31,71 % |
| 14[d] | Laura Soto González              | PPD     | 39 432  | 31,29 % |
| 14[d] | Gonzalo Ibáñez Santa María       | Ind-UDI | 35 363  | 28,06 % |
| 15[d] | Samuel Venegas Rubio             | Ind     | 22 342  | 33,03 % |
| 15[d] | Sergio Velasco de La Cerda       | DC      | 14 566  | 21,54 % |
| 16[d] | Zarko Luksic Sandoval            | DC      | 34 030  | 30,74 % |
| 16[d] | Patricio Melero Abaroa           | UDI     | 33 483  | 30,24 % |
| 17[d] | Manuel Bustos Huerta             | DC      | 33 025  | 22,45 % |
| 17[d] | María Antonieta Saa Díaz         | PPD     | 49 432  | 33,6 %  |
| 18[d] | Guido Girardi Lavín              | PPD     | 115 791 | 65,92 % |
| 18[d] | Carlos Olivares Zepeda           | DC      | 11 080  | 6,31 %  |
| 19[d] | Patricio Hales Dib               | PPD     | 34 625  | 31,87 % |
| 19[d] | Cristián Leay Morán              | UDI     | 32 401  | 29,82 % |
| 20[d] | Luis Pareto González             | DC      | 64 619  | 34,2 %  |
| 20[d] | Gustavo Alessandri Valdés        | RN      | 55 117  | 29,17 % |
| 21[d] | Alberto Espina Otero             | RN      | 68 627  | 41,19 % |
| 21[d] | Gutenberg Martínez Ocamina       | DC      | 39 077  | 23,45 % |
| 22[d] | Alberto Cardemil Herrera         | RN      | 33 917  | 31,06 % |
| 22[d] | Enrique Krauss Rusque            | DC      | 31 530  | 28,87 % |
| 23[d] | Julio Dittborn Cordua            | UDI     | 58 446  | 34,05 % |
| 23[d] | Pía Guzmán Mena                  | RN      | 50 516  | 29,43 % |
| 24[d] | María Angélica Cristi Marfil     | RN      | 61 810  | 50,79 % |
| 24[d] | Tomás Jocelyn-Holt Letelier      | DC      | 26 126  | 21,47 % |
| 25[d] | Andrés Palma Irarrázaval         | DC      | 50 462  | 33,18 % |
| 25[d] | Jaime Orpis Bouchón              | UDI     | 44 878  | 29,5 %  |
| 26[d] | Carlos Montes Cisternas          | PS      | 54 536  | 40,74 % |
| 26[d] | Lily Pérez San Martín            | RN      | 41 228  | 30,8 %  |
| 27[d] | Eliana Caraball Martínez         | DC      | 39 736  | 25,58 % |
| 27[d] | Iván Moreira Barros              | UDI     | 58 049  | 37,38 % |
| 28[d] | Rodolfo Seguel Molina            | DC      | 38 114  | 25,43 % |
| 28[d] | Darío Paya Mira                  | UDI     | 34 325  | 22,9 %  |
| 29[d] | Maximiano Errázuriz Eguiguren    | RN      | 54 260  | 35,94 % |
| 29[d] | Isabel Allende Bussi             | PS      | 53 694  | 35,57 % |
| 30[d] | Pablo Longueira Montes           | UDI     | 51 360  | 40,45 % |
| 30[d] | Edgardo Riveros Marín            | DC      | 36 483  | 28,73 % |
| 31[d] | Juan Antonio Coloma Correa       | UDI     | 62 772  | 47,53 % |
| 31[d] | Jaime Jiménez Villavicencio      | DC      | 34 944  | 26,46 % |
| 32[d] | Aníbal Pérez Lobos               | PPD     | 30 927  | 37,88 % |
| 32[d] | Alejandro García-Huidobro        | UCCP    | 18 890  | 23,14 % |
| 33[d] | Juan Pablo Letelier Morel        | PS      | 58 710  | 57,58 % |
| 33[d] | Ricardo Rincón González          | DC      | 8911    | 8,74 %  |
| 34[d] | Juan Nuñez Valenzuela            | DC      | 18 071  | 22,39 % |
| 34[d] | Juan Masferrer Pellizari         | UDI     | 15 251  | 18,9 %  |
| 35[d] | Rafael Arratia Valdebenito       | DC      | 19 347  | 28,61 % |
| 35[d] | María Victoria Ovalle Ovalle     | UCCP    | 16 170  | 23,91 % |
| 36[d] | Roberto León Ramírez             | DC      | 29 925  | 29,84 % |
| 36[d] | Sergio Correa de La Cerda        | UDI     | 20 110  | 20,05 % |
| 37[d] | Sergio Aguiló Melo               | PS      | 37 649  | 52,03 % |
| 37[d] | Homero Gutiérrez Román           | DC      | 10 616  | 14,67 % |
| 38[d] | Pedro Álvarez-Salamanca Büchi    | RN      | 21 015  | 32,42 % |
| 38[d] | Pablo Lorenzini Basso            | DC      | 16 276  | 25,11 % |
| 39[d] | Jaime Naranjo Ortiz              | PS      | 38 164  | 50,21 % |
| 39[d] | Osvaldo Palma Flores             | RN      | 14 463  | 19,03 % |
| 40[d] | Guillermo Ceroni Fuentes         | PPD     | 22 946  | 35,07 % |
| 40[d] | Osvaldo Vega Vera                | RN      | 20 013  | 30,59 % |
| 41[d] | Rosauro Martínez Labbé           | Ind-RN  | 49 722  | 46,18 % |
| 41[d] | Carlos Abel Jarpa Wevar          | PRSD    | 33 558  | 31,17 % |
| 42[d] | Iván Mesías Lehu                 | PRSD    | 38 532  | 37,94 % |
| 42[d] | Felipe Letelier Norambuena       | PPD     | 26 342  | 25,94 % |
| 43[d] | Jorge Ulloa Aguillón             | UDI     | 31 373  | 32,94 % |
| 43[d] | Víctor Jeame Barrueto            | PPD     | 30 842  | 32,38 % |
| 44[d] | José Miguel Ortiz Novoa          | DC      | 41 499  | 30,74 % |
| 44[d] | Enrique van Rysselberghe         | UDI     | 34 609  | 25,64 % |
| 45[d] | Alejandro Navarro Brain          | PS      | 33 949  | 35,98 % |
| 45[d] | Edmundo Salas de la Fuente       | DC      | 31 316  | 33,19 % |
| 46[d] | Jaime Rocha Manrique             | PRSD    | 23 661  | 30,76 % |
| 46[d] | Haroldo Fossa Rojas              | RN      | 11 409  | 14,83 % |
| 47[d] | Víctor Pérez Varela              | UDI     | 43 640  | 36,28 % |
| 47[d] | José Pérez Arriagada             | PRSD    | 29 311  | 24,37 % |
| 48[d] | Luis Monge Sánchez               | Ind-UDI | 17 454  | 27,92 % |
| 48[d] | Edmundo Villouta Concha          | DC      | 15 299  | 24,47 % |
| 49[d] | Miguel Hernández Saffirio        | DC      | 20 208  | 35,56 % |
| 49[d] | José Antonio Galilea Vidaurre    | RN      | 13 596  | 23,93 % |
| 50[d] | Francisco Huenchumilla Jaramillo | DC      | 48 028  | 48,49 % |
| 50[d] | José García Ruminot              | RN      | 35 388  | 35,73 % |
| 51[d] | Eduardo Díaz del Río             | SUR     | 20 813  | 33,75 % |
| 51[d] | Eugenio Tuma Zedán               | PPD     | 12 840  | 20,82 % |
| 52[d] | René Manuel García García        | RN      | 24 752  | 45,57 % |
| 52[d] | Mario Acuña Cisternas            | DC      | 18 142  | 33,4 %  |
| 53[d] | Exequiel Silva Ortiz             | DC      | 26 100  | 36,46 % |
| 53[d] | Roberto Delmastro Naso           | Ind-RN  | 15 332  | 21,42 % |
| 54[d] | Carlos Caminondo Sáez            | RN      | 21 170  | 29,27 % |
| 54[d] | Enrique Jaramillo Becker         | PPD     | 18 743  | 25,91 % |
| 55[d] | Sergio Ojeda Uribe               | DC      | 24 332  | 34,73 % |
| 55[d] | Marina Prochelle Aguilar         | RN      | 13 911  | 19,85 % |
| 56[d] | Víctor Reyes Alvarado            | DC      | 18 274  | 28,9 %  |
| 56[d] | Carlos Recondo Lavanderos        | UDI     | 16 241  | 25,69 % |
| 57[d] | Carlos Ignacio Kuschel Silva     | RN      | 22 284  | 31,54 % |
| 57[d] | Sergio Elgueta Barrientos        | DC      | 19 404  | 27,46 % |
| 58[d] | Claudio Alvarado Andrade         | Ind-UDI | 23 316  | 36,35 % |
| 58[d] | Gabriel Ascencio Mansilla        | DC      | 15 359  | 23,95 % |
| 59[d] | Pablo Galilea Carrillo           | RN      | 11 163  | 32,4 %  |
| 59[d] | Leopoldo Sánchez Grunert         | PPD     | 9055    | 26,28 % |
| 60[d] | Pedro Muñoz Aburto               | PS      | 19 948  | 34,15 % |
| 60[d] | Rodrigo Álvarez Zenteno          | Ind-UDI | 13 570  | 23,23 % |

## Elección delSenado
De acuerdo a la Constitución de 1980, en 1997 solo correspondía elección a las regiones pares (Antofagasta, Coquimbo, O'Higgins, Biobío, Los Lagos, Magallanes y la Metropolitana de Santiago).

### Resultados
Según el orden en la papeleta electoral:
| Pacto o partido                 | Pacto o partido                            | Sigla                       | Cand.?                      | Votos     | %?      | Sen.? | %?          | ± S.?       |
| ------------------------------- | ------------------------------------------ | --------------------------- | --------------------------- | --------- | ------- | ----- | ----------- | ----------- |
| A                               | Partido Humanista                          | PH                          | 11                          | 94 116    | 2,22 %  | 0     | 0 %         | Sin cambios |
| B                               | Unión por Chile                            |                             | 19                          | 1 553 192 | 36,64 % | 9     | 45 %        | +1          |
|                                 | Renovación Nacional                        | RN                          | 8                           | 629 394   | 14,85 % | 2     | 10 %        | +1          |
| Unión Demócrata Independiente   | UDI                                        | 5                           | 728 680                     | 17,19 %   | 3       | 15 %  | +1          |             |
| Independientes Lista B          | ILB                                        | 6                           | 195 118                     | 4,6 %     | 4       | 20 %  | -1          |             |
| C                               | Concertación de Partidos por la Democracia |                             | 20                          | 2 114 654 | 49,88 % | 11    | 55 %        | -1          |
|                                 | Partido Demócrata Cristiano                | DC                          | 10                          | 1 238 540 | 29,22 % | 10    | 50 %        | +1          |
| Partido por la Democracia       | PPD                                        | 4                           | 182 076                     | 4,29 %    | 0       | 0 %   | Sin cambios |             |
| Partido Socialista de Chile     | PS                                         | 5                           | 617 947                     | 14,58 %   | 1       | 5 %   | +1          |             |
| Partido Radical Socialdemócrata | PRSD                                       | 1                           | 76 091                      | 1,79 %    | 0       | 0 %   | -1          |             |
| D                               | La Izquierda                               |                             | 10                          | 366 231   | 8,64 %  | 0     | 0 %         | Sin cambios |
|                                 | Partido Comunista de Chile                 | PCCh                        | 9                           | 357 825   | 8,44 %  | 0     | 0 %         | Sin cambios |
| Independientes Lista D          | ILD                                        | 1                           | 8406                        | 0,2 %     | 0       | 0 %   | Sin cambios |             |
| E                               | Chile 2000                                 |                             | 6                           | 111 173   | 2,62 %  | 0     | 0 %         | Sin cambios |
|                                 | Unión de Centro Centro Progresista         | UCCP                        | 4                           | 18 023    | 0,43 %  | 0     | 0 %         | Sin cambios |
| Independientes Lista E          | ILE                                        | 2                           | 93 150                      | 2,19 %    | 0       | 0 %   | Sin cambios |             |
| Total de votos válidos          | Total de votos válidos                     | Total de votos válidos      | Total de votos válidos      | 4 239 366 | 83,08 % |       |             |             |
| Votos en blanco                 | Votos en blanco                            | Votos en blanco             | Votos en blanco             | 222 868   | 4,37 %  |       |             |             |
| Votos nulos                     | Votos nulos                                | Votos nulos                 | Votos nulos                 | 640 672   | 12,56 % |       |             |             |
| Total de sufragios emitidos     | Total de sufragios emitidos                | Total de sufragios emitidos | Total de sufragios emitidos | 5 102 906 | 100 %   |       |             |             |

### Listado de senadores 1998-2006
Aquellos senadores en cursiva corresponden a los legisladores que fueron elegidos para el período 1994-2002 en la elecciones anteriores y que mantienen su cargo. La circunscripción que presente un color único (de acuerdo a cada coalición) representa el resultado de doblaje senatorial por el sistema binominal donde una de las listas obtiene el doble o más votación que la lista que la sigue:
     Doblaje de la Concertación.
| Circ.    | Senador                     | Partido | Votos   | %?      |
| -------- | --------------------------- | ------- | ------- | ------- |
| I[c]     | Sergio Bitar Chacra         | PPD     |         |         |
| I[c]     | Julio Lagos Cosgrove        | RN      |         |         |
| II[c]    | Carmen Frei Ruiz-Tagle      | DC      | 58 492  | 35,05 % |
| II[c]    | Carlos Cantero Ojeda        | RN      | 40 007  | 23,97 % |
| III[c]   | Ricardo Núñez Muñoz         | PS      |         |         |
| III[c]   | Ignacio Pérez Walker        | RN      |         |         |
| IV[c]    | Jorge Pizarro Soto          | DC      | 82 598  | 38,3 %  |
| IV[c]    | Evelyn Matthei Fornet       | UDI     | 50 281  | 23,32 % |
| V[c]     | Carlos Ominami Pascual      | PS      |         |         |
| V[c]     | Sergio Romero Pizarro       | RN      |         |         |
| VI[c]    | Juan Hamilton Depassier     | DC      |         |         |
| VI[c]    | Beltrán Urenda Zegers       | UDI     |         |         |
| VII[c]   | Andrés Zaldívar Larraín     | DC      | 309 370 | 27,77 % |
| VII[c]   | Jovino Novoa Vásquez        | UDI     | 229 008 | 20,56 % |
| VIII[c]  | Carlos Bombal Otaegui       | UDI     | 318 703 | 26,43 % |
| VIII[c]  | Alejandro Foxley Rioseco    | DC      | 294 595 | 24,43 % |
| IX[c]    | Rafael Moreno Rojas         | DC      | 82 789  | 25,01 % |
| IX[c]    | Andrés Chadwick Piñera      | UDI     | 68 167  | 20,59 % |
| X[c]     | Jaime Gazmuri Mujica        | PS      |         |         |
| X[c]     | Francisco Javier Errázuriz  | UCCP    |         |         |
| XI[c]    | Manuel Matta Aragay         | DC      |         |         |
| XI[c]    | Hernán Larraín Fernández    | UDI     |         |         |
| XII[c]   | Hosain Sabag Castillo       | DC      | 133 761 | 31,27 % |
| XII[c]   | José Antonio Viera-Gallo    | PS      | 129 278 | 30,22 % |
| XIII[c]  | Mariano Ruiz-Esquide Jara   | DC      | 109 368 | 35,78 % |
| XIII[c]  | Mario Ríos Santander        | RN      | 96 935  | 31,71 % |
| XIV[c]   | Roberto Muñoz Barra         | PPD     |         |         |
| XIV[c]   | Francisco Prat              | RN      |         |         |
| XV[c]    | Jorge Lavandero Illanes     | DC      |         |         |
| XV[c]    | Sergio Diez Urzúa           | RN      |         |         |
| XVI[c]   | Gabriel Valdés Subercaseaux | DC      | 93 375  | 43,18 % |
| XVI[c]   | Marco Cariola Barroilhet    | Ind-UDI | 52 247  | 24,16 % |
| XVII[c]  | Sergio Páez Verdugo         | DC      | 56 189  | 28,43 % |
| XVII[c]  | Rodolfo Stange Oelckers     | Ind-UDI | 53 584  | 27,11 % |
| XVIII[c] | Adolfo Zaldívar Larraín     | DC      |         |         |
| XVIII[c] | Antonio Horvath Kiss        | Ind     |         |         |
| XIX[c]   | José Ruiz de Giorgio        | DC      | 18 003  | 30,67 % |
| XIX[c]   | Sergio Fernández Fernández  | Ind-UDI | 14 187  | 24,17 % |

#### Senadores designados 1998-2006
| Institución                              | Senador                  | Partido |
| ---------------------------------------- | ------------------------ | ------- |
| Corte Suprema                            | Marcos Aburto Ochoa      | Ind     |
| Corte Suprema                            | Enrique Zurita Campos    | Ind     |
| Ejército                                 | Julio Canessa Robert     | Ind     |
| Armada Nacional                          | Jorge Martínez Busch     | Ind     |
| Fuerza Aérea                             | Ramón Vega Hidalgo       | Ind     |
| Carabineros de Chile                     | Fernando Cordero Rusque  | Ind     |
| Contraloría General de la República      | Enrique Silva Cimma      | PRSD    |
| Rectores de la Universidad de Concepción | Augusto Parra Muñoz      | PRSD    |
| Ministro de Estado                       | Edgardo Böeninger Kausel | DC      |

#### Senadores vitalicios 1998-2002
De acuerdo a la Constitución de 1980, creada durante la dictadura militar, se estableció que los expresidentes de la República que ocuparan dicho cargo por seis años consecutivos, tendrían derecho a ocupar un sillón del Senado con carácter vitalicio. Solo dos exmandatarios alcanzaron a ocupar dicho escaño, el general (r) Augusto Pinochet Ugarte, quien lo ocupó desde 1998 hasta su renuncia en 2002, y por Eduardo Frei Ruiz-Tagle, desde 2000, quien abogó por la eliminación de la figura, lo cual se efectuó mediante la reforma constitucional de 2005.
| Senador                 | Partido | Período                                 | Cargo anterior           |
| ----------------------- | ------- | --------------------------------------- | ------------------------ |
| Augusto Pinochet Ugarte | Ind     | 11 de marzo de 1998-4 de julio de 2002  | Expresidente (1981-1990) |
| Eduardo Frei Ruiz-Tagle | DC      | 21 de marzo de 2000-11 de marzo de 2006 | Expresidente (1994-2000) |